# Emma Ripper-Schwabe
Emma „Emmy“ Ripper-Schwabe (geb. Ripper; * 26. September 1909 in Gorizia; † Juni 1997) war eine österreichische Skirennläuferin, Chemikerin, Unternehmerin und Sportfunktionärin. Unter anderem gewann sie drei österreichische Meistertitel im alpinen Skisport und wirkte an der Organisation von vier Olympischen Spielen mit. 

## Leben

### Herkunft, Ausbildung und Privatleben
Sie kam im September 1909 in der Stadt Görz in der historischen Region Julisch Venetien zur Welt, die damals als Teil des „österreichisch-illirischen Küstenlandes“ zum Kaiserreich Österreich-Ungarn gehörte. Ihr Vater, der Chemiker Maximilian Ripper (1864–1928), arbeitete seit 1908 an der landwirtschaftlich-chemischen Versuchsanstalt der Stadt und übernahm 1913 deren Leitung. Im Jahr 1919 zog die Familie nach Wien. Nach der Matura an einem humanistischen Gymnasium immatrikulierte sie sich Emmy Ripper für ein Studium der Chemie an der Universität Wien. Am dortigen Institut für medizinische Kolloidchemie wurde sie im Februar 1934 – betreut von Doktorvater Wolfgang Josef Pauli – mit der Dissertation Elektrochemische Untersuchungen am Gummiarabicum- und Traganth-Sol promoviert. Sie hatte für diese Forschung Leitfähigkeitsmessungen und Aktivitätsbestimmungen an den Solen durchgeführt. Aufgrund ihrer Affinität zum Skisport zum Skisport absolvierte Ripper darüber hinaus an der Leopold-Franzens-Universität Innsbruck eine Ausbildung zur Sportlehrerin.
Im Januar 1937 heiratete sie den Industriellen Kurt P. G. Schwabe. Das Paar bekam die vier gemeinsamen Kinder Gottfried, Andreas, Ulrich und Monika. Im Juni 1997 starb Emma Ripper-Schwabe im Alter von 87 Jahren.

### Alpine Karriere
Ripper gehörte über mehrere Jahre zu den besten alpinen Skirennläuferinnen ihres Landes. Sie trat für einen „Akademischen Skiclub“ an, der allerdings nicht mit dem heutigen Akademischen Schiclub Wien identisch ist und über den sich keine Unterlagen finden. In den Jahren 1929, 1932, 1933 und 1934 siegte sie bei den österreichischen akademischen Meisterschaften und zwischen 1930 und 1936 nahm sie an fünf österreichischen Meisterschaften teil. Dabei triumphierte sie 1930 in Radstadt in der Abfahrt und konnte diesen Sieg 1934 am Schneeberg wiederholen, diesmal sogar mit einer zusätzlichen Goldmedaille in der Kombinationswertung. 
Von 1931 bis 1936 war sie außerdem Mitglied der österreichischen Nationalmannschaft und trat mit dieser im Februar 1931 bei den ersten alpinen Skiweltmeisterschaften an, die im schweizerischen Mürren ausgetragen wurden. Es folgten zwar Teilnahmen an drei weiteren der damals noch als FIS-Rennen oder FIS-Meisterschaften bezeichneten Wettbewerbe, doch eine vordere Platzierung sollte Ripper dabei nicht gelingen.

### Unternehmerische Karriere
Ihr Ehemann betrieb in der südpolnischen Stadt Bielsko eine Fabrik für Webereimaschinen und Elektromotoren. Zwischen 1936 und 1945 arbeitete Emmy Ripper dort als Materialprüferin. Nach dem Ende des Zweiten Weltkrieges verlagerte man die Fabrik nach Kematen in Tirol nahe Innsbruck, wo fortan Webmaschinen und Handwebstühle produziert wurden. Im Jahr 1947 wurde Ripper die Prokura erteilt und fortan war sie als Prokuristin des Unternehmens in Solbad Hall und im schweizerischen Ort Le Locle tätig.
Ab 1960 leitete sie im Organisationskomitee für die 1964 in Innsbruck ausgetragenen IX. Olympischen Winterspiele die Abteilung „Betreuung“ und etablierte in diesem Rahmen einen Hostessendienst, mit dem sie noch bei drei anderen Olympischen Spielen im Einsatz war: Ab 1967 fungierte sie als technische Beraterin der X. Olympischen Winterspiele 1968 in Grenoble, ab 1970 war sie Leiterin des Referats „Besucherbetreuung und Hostessen“ im Organisationskomitee für die XX. Olympischen Sommerspiele 1972 in München und als Innsbruck schließlich 1976 abermals die Olympischen Winterspiele ausrichtete, war sie im Vorfeld ab 1973 im Organisationskomitee Leiterin der Abteilung „Protokoll und Betreuung“.

## Sportliche Statistik

### Ergebnisse bei alpinen Weltmeisterschaften
| Weltmeisterschaften | Weltmeisterschaften | Wettbewerbe        | Wettbewerbe        | Wettbewerbe        | Wettbewerbe        |
| Jahr                | Ort                 | Abfahrt            | la. Abfahrt        | Slalom             | Kombination        |
| ------------------- | ------------------- | ------------------ | ------------------ | ------------------ | ------------------ |
| 1931                | Mürren              | 11.                | 11.                | 15.                | 15.                |
| 1932                | Cortina d’Ampezzo   | 22.                | n. a.              | 10.                | 13.                |
| 1933                | Innsbruck           | 10.                | n. a.              | 15.                | 14.                |
| 1934                | St. Moritz          | nicht teilgenommen | nicht teilgenommen | nicht teilgenommen | nicht teilgenommen |
| 1935                | Mürren              | nicht teilgenommen | nicht teilgenommen | nicht teilgenommen | nicht teilgenommen |
| 1936                | Innsbruck           | 13.                | n. a.              | 12.                | 13.                |

### Ergebnisse bei alpinen österreichischen Meisterschaften
| Meisterschaften | Meisterschaften | Wettbewerbe        | Wettbewerbe        | Wettbewerbe        |
| Jahr            | Ort             | Abfahrt            | Slalom             | Kombination        |
| --------------- | --------------- | ------------------ | ------------------ | ------------------ |
| 1930            | Radstadt        | 1.                 | nicht ausgetragen  | nicht ausgetragen  |
| 1931            | Schwaz          | nicht teilgenommen | nicht teilgenommen | nicht teilgenommen |
| 1932            | Zell am See     | 7.                 | 5.                 | 5.                 |
| 1933            | Kitzbühel       | nicht teilgenommen | nicht teilgenommen | nicht teilgenommen |
| 1934            | Schneeberg      | 1.                 | 2.                 | 1.                 |
| 1935            | Zell am See     | 7.                 | 3.                 | 3.                 |
| 1936            | Bad Gastein     | 4.                 | 3.                 | 3.                 |

## Auszeichnungen
- 1964: Österreichische Olympia-Medaille[3]
- 1968: Goldenes Sportehrenzeichen der Stadt Innsbruck[9]
- 1973: Verdienstorden der Bundesrepublik Deutschland[3]
- 1979: Olympischer Orden in Bronze

## Publikationen
- Wolfgang Josef Pauli; Emmy Ripper: Elektrochemische Untersuchungen am Gummiarabikum-Sol. In: Kolloid-Zeitschrift. Band 62, 1933, Seiten 162–175.